# Vrba (Kytice)
Vrba je balada ze sbírky Karla Jaromíra Erbena Kytice. Vrba je tematicky blízko básni Svatební košile, která pojednává o proměně člověka namísto ve vrbu v obživenou mrtvolu.

## Obsah
Manžel se ptá své manželky, proč je přes den úplně zdravá, ale přes noc je jako tělo bez duše. Žena odpovídá, že je to její prokletí, na které není lék a poradí mu, ať se raději dál neptá. On se ale přesto vydá za její sudičkou. Ta mu prozradí, že duše jeho ženy se v noci mění na duši stromu (vrby). Muž se nechce s vrbou dělit o svou ženu a rozhodne se strom pokácet. Ale jakmile strom porazí, umírá jeho žena jako podťatá. Muž se zděsí svého činu a chce jej napravit. Duše jeho ženy mu poradí, aby dal z vrbového dřeva zhotovit kolébku pro jejich dítě, a aby zasadil její proutí podél vody. Až dítě povyroste, bude si z vrby moci dělat píšťalky, a jeho matka tak bude stále s ním.

## Výklad
Sám Erben v sekci Poznamenání k básni píše: „Tato pověst zdá mi se nad jiné důležitá býti proto, že k ní podobné ani mezi slovanskými, ani jinde nenacházím. Jsou sice pověsti, kde člověk proměněn bývá v strom nebo v kteroukolivěk jinou věc, a zase naopak; jsou také pověsti, že duše z těla lidského v noci vychází v podobě myši, ptáka neb hada, a že pak tělo mrtvo leží, dokud se zas ta která podoba zvířete v ně nenavrátí: ale aby se člověk o život dělil se stromem anebo s jinou věcí, takže by jedno bez druhého, člověk bez té věcí a věc bez toho člověka déle trvati nemohla, toho, pokud mi povědomo, tuto se jediný, příklad nalézá. Pochází pak tato pověst z bývalého kraje Bydžovského.“
Je však možné, že pověst má svůj prapůvod v antické řecké mytologii, kde existují báje o dryádách.